# Срединно-Атлантический рифт

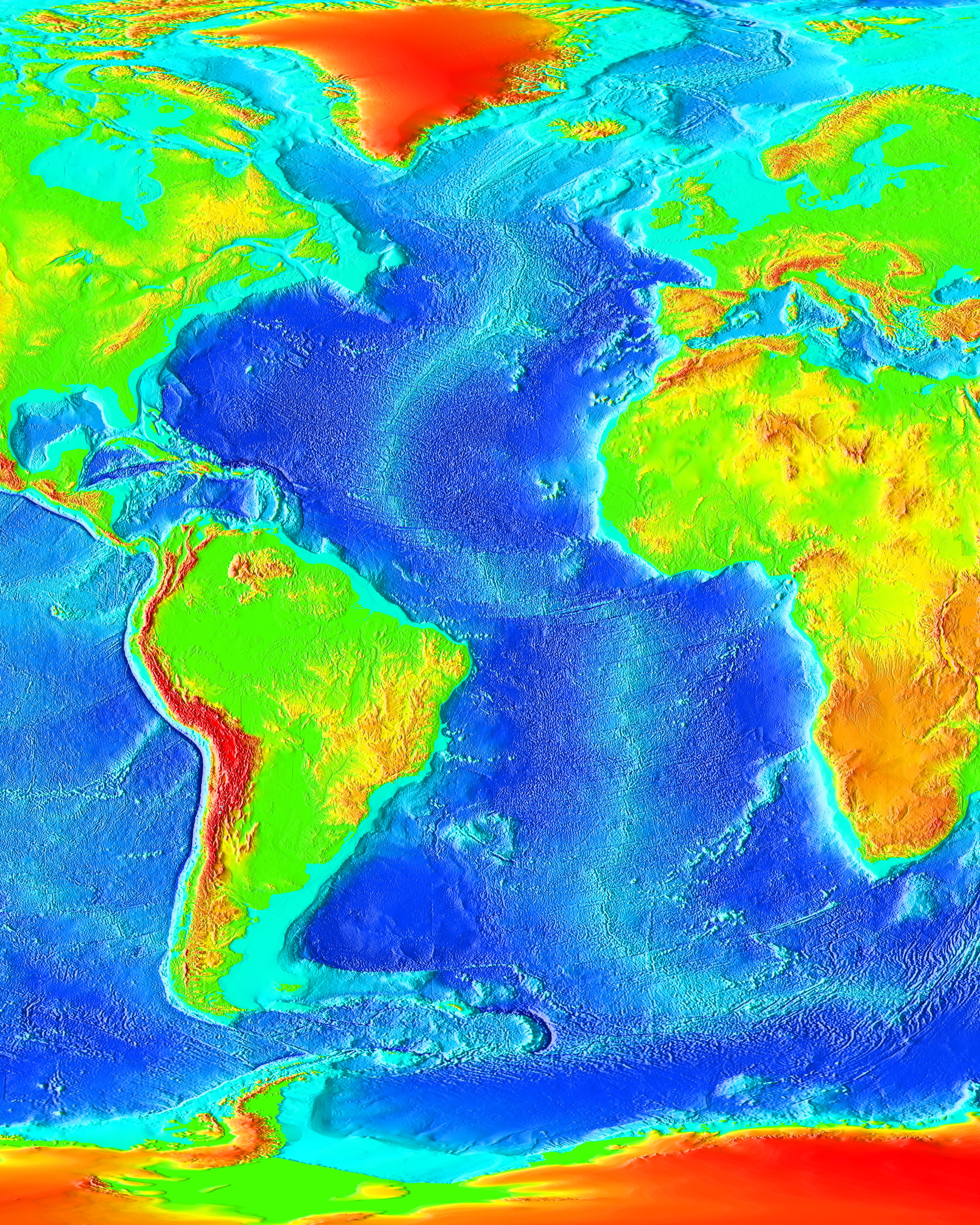
Срединно-Атлантический хребет, по оси которого проходит рифт

Срединно-Атлантический рифт — трещина (расселина) в земной коре, проходящая по оси Срединно-Атлантического хребта .

## Открытие рифта
В 1953 году французский сейсмолог Рот Жан-Пьер Jean-Pierre Rothé, с учётом собранных данных, обратил внимание ученых на линию повышенной сейсмичности (линию эпицентров землетрясений), которая совпадет с осью Срединно-Атлантического хребта и далее «огибает южную оконечность Африканского материка, заходит в Индийский океан, окаймляет Мадагаскар и у западного входа в Аденский залив соединяется с внутриконтинентальной сейсмической зоной, которая связана с так называемыми Африканскими рифтами».
В 1957 году американский геолог Брюс Хизен en:Bruce C. Heezen на семинаре в Пристанском университете изложил гипотезу о существовании рифта — расселины, вдоль всей оси Срединно- Атлантического хребта. Гипотеза была выдвинута на основании обработки измерений глубин Северной Атлантики, проведенных группой Мэри Тарп en:Marie Tharp (ассистент Хизена). Во время Второй мировой войны для нужд ВМС США американский океанограф Морис Юинг en:Maurice Ewing и геофизик Джо Ворзель en:J. Lamar Worzel разработали эхолот для измерения глубин океана. Прибор работал круглосуточно : звуковой сигнал посылался на глубину с регулярными интервалами по курсу следования судна. Приемник на корабле улавливал отраженный сигнал, а самописец метил электрической искрой намотанную бумагу шириной в четыре дюйма. С 1946 по 1952 г.г. были получены десятки тысяч измерений глубин Северной Атлантики. Вручную были нарисованы профили топографии морского дна. Сравнивая профили, Мэри Тарп обнаружила V — образные углубления в центре профилей и высказала предположение о существовании расселины, вдоль всей оси Срединно-Атлантического хребта. После выступления Брюса Хизена на семинаре, выдающийся геолог из Принстона Гарри Хесс en:Harry Hammond Hess, произнес : «Молодой человек, вы потрясли основы геологии!».

Схема «эскалатора»

Ученые Хесс и Хизен пришли к выводу, что «рифт представляет собой место образования новой океанской коры» . Хесс выдвинул гипотезу, согласно которой «количество океанской коры, опускающейся в мантию в глубоководных желобах, равно количеству магмы, изливающейся через рифт». Время движения данного «эскалатора» от рифта до жёлоба «по расчетам должно занимать от 200 до 300 миллионов лет».

## Глубоководное исследование рифта
В 1973 −1974 г.г. было осуществлено франко-американское подводное исследование срединной зоны Атлантического океана. В рамках данной экспедиции под названием «FAMOUS» были изучены явления, происходящие на месте новообразования коры, на глубине 3000 метров при помощи пилотируемых глубоководных аппаратов.
Исследования показали, что горы Срединно-Атлантического хребта являются продуктом молодых вулканов . Область между горами образована лавой, вытекшей из вулканов. Эта «зона представляет собой сплошное поле трещин» (гьяров), которые достигают несколько десятков метров в ширину и более 10 метров в глубину. По мере удаления от оси рифта «борта трещин» все более возрастают . Трещины и разломы вытянуты в том же направлении, что и рифт. Гьяры возникают под действиям сил, растягивающих две литосферные плиты в разные стороны . Трещины прогрессируют до тех пор, пока не достигнут магмы. Вдоль рифта происходит «чередование образования трещин и извержений».
Было осуществлено картирование расселины — расхождение двух плит Африканской и Американской . Установлена ширина зоны, разделяющей плиты. Ширина составила менее 1 км.